# Schmalspurbahn Oschatz–Strehla
| Ausschnitt der Streckenkarte Sachsen von 1902 |                         |                                           |                                           |
| Streckennummer: | 6965; sä. OS            |                                           |                                           |
| Kursbuchstrecke: | 145c (1934) 164c (1946) |                                           |                                           |
| Streckenlänge: | 11,91 km                |                                           |                                           |
| Spurweite: | 750 mm (Schmalspur)     |                                           |                                           |
| Maximale Neigung: | 25 ‰                    |                                           |                                           |
| Minimaler Radius: | 60 m                    |                                           |                                           |
| Streckengeschwindigkeit: | 30 km/h                 |                                           |                                           |
| |                         |                                           |                                           |
| \| \| 0,005 \| Oschatz \| Oschatz \| \| \| \| (Anschluss von Hauptbahn Leipzig–Dresden) \| \| \| \| 0,225 \| Abzw Oschatz, Stw W3 \| 125 m \| \| \| \| nach Mügeln–Döbeln \| \| \| \| 0,370 \| Anschl Zuckerfabrik Oschatz \| Anschl Zuckerfabrik Oschatz \| \| \| \| Hauptbahn Leipzig–Dresden \| \| \| \| \| Strategische Bahn von Oschatz (ab 1987) \| \| \| \| 3,290 \| Schmorkau (b Oschatz) \| Schmorkau (b Oschatz) \| \| \| 8,173 \| Zauswitz \| Zauswitz \| \| \| 9,995 \| Kleinrügeln \| Kleinrügeln \| \| \| \| Strategische Bahn nach Röderau (ab 1987) \| \| \| \| 11,310 \| Strehla \| Strehla \| \| \| 11,484 \| Anschl Leimfabrik / Dampfsägewerk \| Anschl Leimfabrik / Dampfsägewerk \| \| \| 11,910 \| Strehla Ufer \| Strehla Ufer \| |                         |                                           |                                           |
| Kopfbahnhof Streckenanfang | 0,005                   | Oschatz                                   | Oschatz                                   |
| Strecke |                         | (Anschluss von Hauptbahn Leipzig–Dresden) | (Anschluss von Hauptbahn Leipzig–Dresden) |
| ehemalige Blockstelle | 0,225                   | Abzw Oschatz, Stw W3                      | 125 m                                     |
| Abzweig ehemals geradeaus und nach rechts |                         | nach Mügeln–Döbeln                        | nach Mügeln–Döbeln                        |
| Abzweig geradeaus und von rechts (Strecke außer Betrieb) | 0,370                   | Anschl Zuckerfabrik Oschatz               | Anschl Zuckerfabrik Oschatz               |
| Kreuzung geradeaus unten (Strecke geradeaus außer Betrieb) |                         | Hauptbahn Leipzig–Dresden                 | Hauptbahn Leipzig–Dresden                 |
| Abzweig geradeaus und von rechts (Strecke außer Betrieb) |                         | Strategische Bahn von Oschatz (ab 1987)   | Strategische Bahn von Oschatz (ab 1987)   |
| Haltepunkt / Haltestelle (Strecke außer Betrieb) | 3,290                   | Schmorkau (b Oschatz)                     | Schmorkau (b Oschatz)                     |
| Haltepunkt / Haltestelle (Strecke außer Betrieb) | 8,173                   | Zauswitz                                  | Zauswitz                                  |
| Haltepunkt / Haltestelle (Strecke außer Betrieb) | 9,995                   | Kleinrügeln                               | Kleinrügeln                               |
| Abzweig geradeaus und nach rechts (Strecke außer Betrieb) |                         | Strategische Bahn nach Röderau (ab 1987)  | Strategische Bahn nach Röderau (ab 1987)  |
| Bahnhof (Strecke außer Betrieb) | 11,310                  | Strehla                                   | Strehla                                   |
| Abzweig geradeaus und von rechts (Strecke außer Betrieb) | 11,484                  | Anschl Leimfabrik / Dampfsägewerk         | Anschl Leimfabrik / Dampfsägewerk         |
| Betriebs-/Güterbahnhof Streckenende (Strecke außer Betrieb) | 11,910                  | Strehla Ufer                              | Strehla Ufer                              |

Die Schmalspurbahn Oschatz–Strehla war eine sächsische Schmalspurbahn. Die Strecke verlief von Oschatz nach Strehla an der Elbe. 1972 wurde die Strecke stillgelegt.

## Geschichte

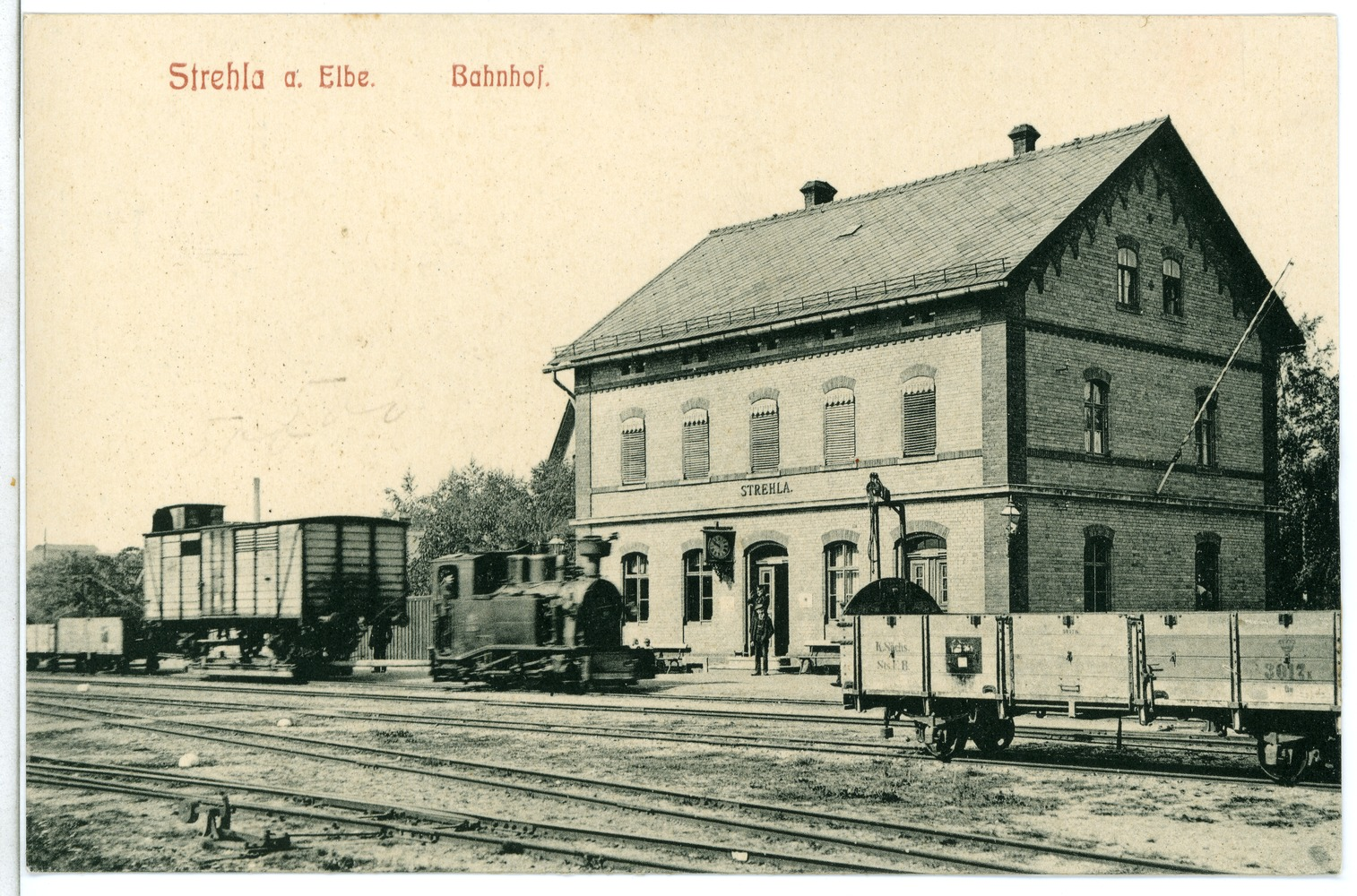
Bahnhof Strehla

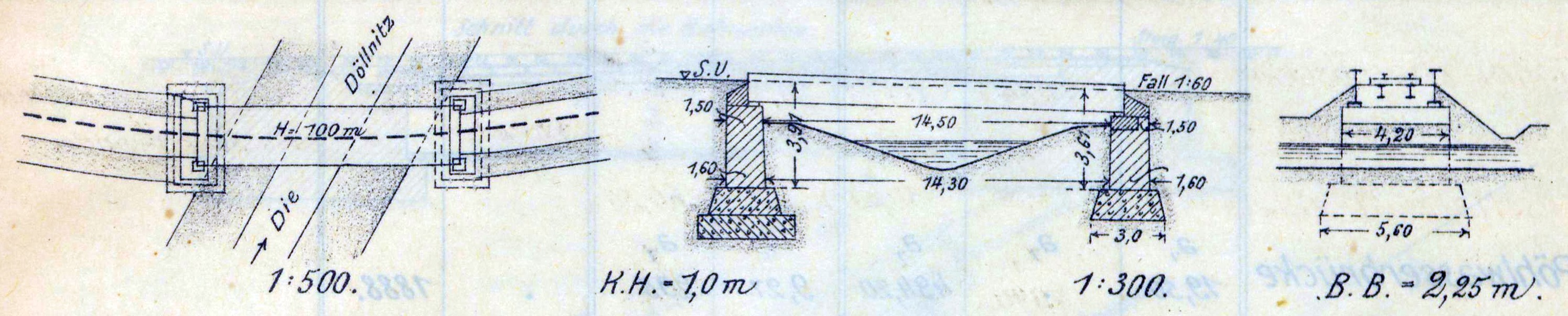
Döllnitzbachbrücke (1911)

Eröffnet wurde die Strecke am 31. Dezember 1891. Größere Verkehrsleistungen wurden nur während der Zuckerrübenernte im Herbst eines jeden Jahres erbracht.
Ab dem 20. April 1892 bestand ein direktes Gleis zum Strehlaer Elbhafen, eine größere Bedeutung erlangte dieses jedoch nicht. Von 1928 an wurde dort das in Schmalspurgüterwagen von Kemmlitz angelieferte Kaolin verladen. 1957 wurde das Hafengleis aufgelassen.
Am 31. Januar 1972 verkehrten die letzten Züge und die Strecke wurde zum 1. Februar 1972 stillgelegt. Im März 1972 begann der Rückbau der Strecke, der innerhalb von acht Wochen abgeschlossen war. In den 1980er Jahren wurde ein Teil der Trasse für den Bau der Strategischen Bahn Oschatz–Röderau genutzt.
Zwischen 2017 und 2018 wurden Teile der Trasse als Radweg ausgebaut und in die Radroute von Oschatz nach Strehla eingebunden. Das letzte Teilstück der Mulde-Elbe-Radroute wird so an die Elbe geführt.

## Fahrzeugeinsatz
In den Anfangsjahren kamen zunächst die dreifach gekuppelten I-K-Lokomotiven auf der Strecke zum Einsatz. Ab der Jahrhundertwende wurde der Zugverkehr ausschließlich mit der leistungsstärkeren Gattung IV K (DR-Baureihe 99.51–60) bewältigt.
Der Güterverkehr wurde anfangs mit Schmalspurgüterwagen abgewickelt, 1912 wurde auch der Rollfahrzeugverkehr eingeführt. Die eingesetzten Wagen entsprachen den allgemeinen sächsischen Bau- und Beschaffungsvorschriften für die Schmalspurbahnen und konnten daher freizügig mit Fahrzeugen anderer sächsischer Schmalspurstrecken getauscht werden.